# Renato Dirnei Florêncio
Renato Dirnei Florêncio (1979. május 15., Santa Mercedes) brazil labdarúgó. Többnyire támadó középpályásként, alkalmanként a középpálya középső részén játszott.

## Klubjai
- Guarani Futebol Clube 1998-2000 (Brazília)
- Santos Futebol Clube 2000-2004 (Brazília)
- Sevilla FC 2004-Currently (Spanyolország)

## Díjai
- Copa America 2004-ben a brazil labdarúgó-válogatottal
- Konföderációs kupa 2005-ben a brazil labdarúgó-válogatottal
- Brazil labdarúgó-bajnokság első osztály, 2002-ben és 2004-ben a Santos FC-vel
- UEFA-kupa 2006-ban a Sevilla-val
- UEFA-szuperkupa 2006-ban a Sevilla-val
- UEFA-kupa 2007-ben a Sevilla-val
- Spanyol labdarúgókupa 2007-ben a Sevilla-val
- Spanyol labdarúgó-szuperkupa 2007-ben a Sevilla-val

2003-ban megkapta a brazil ezüstlabdát.

## Külső hivatkozások
- United Athletes Magazine Interjú Renatóval.